# GospoCentric Records
GospoCentric Records es un sello discográfico de música góspel ubicado en Inglewood, California. Comenzó como un sello independiente por Vicki Mack Lataillade y Claude Lataillade en 1993. El sello ganó reconocimiento en la década de los 90 principalmente por el éxito desbordado del artista de góspel Kirk Franklin. El sello ha crecido hasta el punto de convertirse en el sello de música góspel más importante en el mercado. GospoCentric más tarde desarrollo la imprenta B-Rite Music, que se utilizó para lanzar artistas como Trin-i-tee 5:7 y God's Property quienes tuvieron éxito considerable en la corriente principal. GospoCentric fue recientemente adquirido por Zomba Music Group, que también es dueño de la principal discográfica góspel Verity Records. El sello actualmente es propiedad de Sony Music Entertainment a través de RCA Inspiration.